# Форсований відбір рідини
Форсований відбір рідини — гідродинамічний метод підвищення нафтовилученняю

## Загальний опис
Форсований відбір рідини застосовується на пізній стадії розробки, коли обводненість сягає понад 75 %. При цьому нафтовилучення зростає внаслідок збільшення градієнта тиску та швидкості фільтрації. При застосування цього методу до розробки залучаються ділянки пласта, не охоплені заводненням, а також відбувається відрив плівкової нафти з поверхні породи.
Суть методу полягає у створенні високих градієнтів тиску на поклад шляхом зменшення вибійних тисків pв. При цьому в неоднорідних, дуже обводнених пластах залучаються до розробки залишені цілики нафти, лінзи, тупикові і застійні зони, малопроникні пропластки тощо.
Умови ефективного застосування методу:
- а) обводненість продукції не менше 80 — 85 % (початок завершальної стадії розробки);
- б) високі коефіцієнти продуктивності свердловин і високі вибійні тиски;
- в) можливість збільшення дебітів (колектор стійкий, немає небезпеки проривання сторонніх вод, обсадна колона технічно справна, є умови для застосування високопродуктивного обладнання, пропускна здатність системи збирання і підготовки продукції достатня).

Для вирішення питання щодо застосування методу на конкретній свердловині необхідно попередньо вивчити залежність дебіту нафти від дебіту рідини. Дебіти рідини слід призначати за максимумом дебіту нафти. Техніка форсування відбирань може бути різною: штангові насоси при повному завантаженні обладнання, електровідцентрові насоси, які розраховані на великі подачі тощо.
Вплив на привибійну зону пласта з метою розширення профілів припливу і приймальності, підвищення якості розкриття пласта і освоєння свердловин, також сприяє збільшенню нафтовилучення.

## Суть методу та механізм дії
Метод форсування відбирань рідини є одним із ефективних способів інтенсифікації вилучення вуглеводнів із нафтових і газоконденсатних покладів, особливо на пізніх стадіях їх розробки або в умовах зниженого пластового тиску. Суть цього методу полягає в активному та контрольованому зниженні вибійного тиску до рівня, при якому утворюється значна депресія — тобто різниця між тиском у пласті та тиском у свердловині. Така депресія є рушійною силою фільтраційного потоку, що забезпечує інтенсивніше переміщення рідини або газу з породи в напрямку вибою свердловини.
Форсування відбирань передбачає експлуатацію свердловини в умовах максимального припустимого навантаження на пласт. Це здійснюється за допомогою спеціального обладнання — високопродуктивних насосів або систем зі змінним регулюванням витрати. У деяких випадках використовуються глибинні насосні установки, що дозволяють підтримувати стабільно низький тиск у зоні вибою, сприяючи мобілізації флюїдів, які до цього залишались у пастці через низьку проникність порід, капілярні сили або фізико-хімічні особливості середовища.
Механізм дії методу полягає в тому, що за умов глибокої депресії зменшується тиск у привибійній зоні настільки, що флюїд з більш віддалених ділянок пласта починає активно рухатися до вибою. Це дозволяє залучити в розробку ті ділянки, які раніше залишалися пасивними через недостатню дренованість. Особливо це важливо для низькопроникних колекторів або зон, де нафта має високу в’язкість, а газ або конденсат — тенденцію до випадіння ретроградної фази при зниженні тиску. У таких випадках форсоване відбирання сприяє виведенню конденсату ще в газоподібному стані, не даючи йому осісти в пласті й стати втратами.
Також метод дозволяє "розвантажити" привибійну зону від накопичень рідини, які часто блокують притік вуглеводнів. Це актуально для газових свердловин, де накопичення конденсату або води на вибої створює гідравлічний бар’єр. Шляхом форсування відбирання ці рідини видаляються, тиск знижується, і в свердловині знову активізується газовий або газоконденсатний притік.
Ефективність методу залежить від багатьох факторів: поточний пластовий тиск, геометрія свердловини, проникність та змочуваність колектора, вміст глинистих домішок, наявність або відсутність водонасичених зон. Тому перед застосуванням методу обов’язково проводяться гідродинамічні розрахунки, моделюється фільтраційна поведінка пласта, визначається гранично допустима депресія, за якої не відбудеться прориву води, піску чи механічного руйнування цементного кільця.
У деяких випадках метод може використовуватись імпульсно, коли вибійний тиск знижується короткочасно, але різко, що створює ударну депресію і дозволяє «розштовхати» важковидобувні компоненти. Такий режим іноді поєднується з переривчастим дебітуванням або зворотним продуванням свердловини.

## Технологія реалізації
Основні етапи включають:
1.	Аналіз фільтраційної моделі свердловини та оцінка наявного тиску;
2.	Визначення допустимої глибини депресії з урахуванням цілісності пласта та цементного кільця;
3.	Підбір обладнання: високопродуктивні насосні системи, глибинні занурювальні насоси, дебітні клапани тощо;
4.	Проведення робіт із форсованого відбору з поступовим зниженням вибійного тиску;
5.	Моніторинг результатів — контроль дебіту, тиску, складу продукції, вмісту води, механічних домішок;
6.	Регулювання режиму роботи свердловини залежно від фільтраційної відповіді пласта.

## Області застосування
Метод форсування відбирань рідини застосовується:
•	На газоконденсатних родовищах для запобігання втратам конденсату через ретроградну конденсацію;
•	На нафтових покладах із низькопроникними колекторами, де необхідно збільшити зону дренування;
•	У виснажених родовищах, де пластовий тиск знижується до межі ефективної фільтрації;
•	При високій обводненості свердловини — для видалення води з вибою;
•	У горизонтальних свердловинах, де необхідне підтримання руху флюїдів на довгій ділянці стовбура.

## Переваги, недоліки та обмеження методу
Технічна простота — не потребує складного чи дорогого обладнання;
Можливість швидкого впровадження на діючих свердловинах;
Збільшення дебіту нафти/газу/конденсату на 20–100% у залежності від умов;
Запобігання втратам вуглеводнів у пласті, особливо для ретроградних систем;
Комбінованість із іншими методами стимуляції;
Відновлення продуктивності малодебітних свердловин без глибокої реконструкції.

## Недоліки та обмеження
Ризик прориву води або газу, якщо депресія надто глибока;
Винос механічних домішок, піску, глинистих частинок;
Нестабільність дебіту при порушенні рівноваги між пластом і вибоєм;
Потреба в точному розрахунку та постійному моніторингу;
Можливе зниження тиску в колекторі, що унеможливить подальшу розробку  за природним режимом.
Резюме
Метод форсування відбирань рідини є одним із найбільш доступних і технологічно обґрунтованих способів підвищення ступеня вилучення вуглеводнів з пласта, особливо в умовах зниження енергетичного потенціалу родовища або при настанні пізніх стадій його розробки. 
Результати практичного застосування методу вказують на значне покращення дебітів свердловин, зменшення накопичення конденсату у пласті, а також підвищення загального коефіцієнта вилучення вуглеводнів. Метод є особливо ефективним при розробці газоконденсатних покладів, де втрата конденсатної фази у пласті може бути мінімізована шляхом стабільного зниження вибійного тиску.
З огляду на сучасні потреби у підвищенні енергетичної ефективності, збалансованому використанні ресурсів і продовженні терміну експлуатації родовищ, метод форсованого відбирання рідини має всі передумови стати важливим елементом сучасної нафтогазової інженерії. Його адаптація до українських умов дає змогу зменшити втрати вуглеводнів у пласті, покращити економічні показники розробки та забезпечити більш повне використання природних ресурсів.